# Sidney (Ohio)
Sidney é uma cidade localizada no estado norte-americano de Ohio, no Condado de Shelby.

## Demografia
Segundo o censo norte-americano de 2000, a sua população era de 20.211 habitantes.
Em 2006, foi estimada uma população de 20.139, um decréscimo de 72 (-0.4%).

## Geografia
De acordo com o United States Census Bureau tem uma área de
27,2 km², dos quais 27,0 km² cobertos por terra e 0,2 km² cobertos por água. Sidney localiza-se a aproximadamente 317 m acima do nível do mar.

## Localidades na vizinhança
O diagrama seguinte representa as localidades num raio de 20 km ao redor de Sidney.